# Cum să construiești băiatul perfect
Cum să construiești băiatul perfect este un film original Disney Channel regizat de Paul Hoen, cu un scenariu adaptat de Jason Mayland. Distribuția îi aduce laolaltă pe China Anne McClain, Kelli Berglund, Sasha Clements și Marshall Williams. Primele imagini au fost dezvăluite în cadrul unui promo în vara anului 2014 pe Disney Channel, iar primul teaser a fost prezentat pe 27 iunie 2014 în timpul premierei filmului Zapped de pe Disney Channel. Premiera românească a avut loc pe 11 octombrie 2014. The movie premiered on Disney Channel UK on 19 septembrie 2014.

## Acțiune
Cursurile de excelență și testele la matematică sunt o nimica toată pentru Gabby Harrison și Mae Hartley, dar adaptarea într-o școală nu vine chiar de la sine. Așadar, folosind programul de proiectare al tatălui lui Mae, fetele creează o versiune de înaltă definiție a iubitului imaginar al lui Mae, Albert, care întruchipează toate calitățile pe care o adolescentă și le dorește la un băiat. Cu toate acestea, când Albert ia viață sub formă unui soldat-robot de ultima generație, cele două prietene află la scurt timp că tatăl lui Mae lucrează pentru o secție militară strict secretă, fiind momentan în căutarea lui Gabby și a lui Mae, dar și a lui Albert, pentru a se asigura că acesta nu va ajunge pe mâini greșite.